# Александер (Канзас)
Александер (англ. Alexander) — місто (англ. city) в США, в окрузі Раш штату Канзас. Населення — 54 особи (2020).

## Географія
Александер розташований за координатами 38°28′9″ пн. ш. 99°33′11″ зх. д. / 38.46917° пн. ш. 99.55306° зх. д. (38.469287, -99.552970).  За даними Бюро перепису населення США в 2010 році місто мало площу 0,64 км², уся площа — суходіл.

## Демографія
Згідно з переписом 2010 року, у місті мешкало 65 осіб у 31 домогосподарстві у складі 20 родин. Густота населення становила 101 особа/км².  Було 42 помешкання (66/км²).
Расовий склад населення:
| - 100,0 % — білих |

До двох чи більше рас належало 0,0 %. Частка іспаномовних становила 0,0 % від усіх жителів.
За віковим діапазоном населення розподілялося таким чином: 13,8 % — особи молодші 18 років, 61,6 % — особи у віці 18—64 років, 24,6 % — особи у віці 65 років та старші. Медіана віку мешканця становила 53,3 року. На 100 осіб жіночої статі у місті припадало 66,7 чоловіків;  на 100 жінок у віці від 18 років та старших — 75,0 чоловіків також старших 18 років.
Середній дохід на одне домашнє господарство  становив 69 512 долари США (медіана — 45 625), а середній дохід на одну сім'ю — 82 721 долар (медіана — 67 500). 
Цивільне працевлаштоване населення становило 22 особи. Основні галузі зайнятості: транспорт — 27,3 %, виробництво — 22,7 %, публічна адміністрація — 9,1 %, фінанси, страхування та нерухомість — 9,1 %.